# Maryse Justin
Maryse Justin (25 tháng 8 năm 1959 – 25 tháng 9 năm 1995) là một vận động viên chạy đường dài người Mauritius. Bà đã tham gia cuộc thi marathon nữ tại Thế vận hội Mùa hè 1988.